# Dobrovits Péter (sportvezető)
Dobrovits Péter (Budapest, 1940. július 15. – 2017. május 4. vagy előtte) magyar sportvezető, közgazdász. A Magyar Kézilabda Szövetség elnöke 1988 és 1991 között.

## Életpályája
1962-ben szerzett diplomát a Marx Károly Közgazdaságtudományi Egyetem külkereskedelmi szakán. 1962 és 1971 között a Chemolimpexnél üzletkötő, csoportvezető, majd osztályvezető volt. 1971 és 1977 között a Taurus-Chemolimpex közös vállalat irodavezető-helyettese volt. 1977 és 1980 között az Inter-Chemol vegyesvállalat igazgatójaként tevékenykedett. 1980-tól ismét a Chemolimpexnél dolgozott. Először államközi és szállítmányozási igazgató, majd vezérigazgató-helyettes, 1985-től a vállalat vezérigazgatója volt.
Kézilabdázóként nagypályán az Elektromosban, majd az Erdértben, kispályán a Spartacusban játszott. Sportvezetőként először az Újpesti Dózsa kézilabda-szakosztályának a tagja volt. 1988 és 1991 között a Magyar Kézilabda Szövetség elnöke és a Magyar Olimpiai Bizottság tagja volt.

## Családja
Három gyerekes család legidősebbjeként látta meg a napvilágot. Édesanyja Szabó Zsuzsanna, édesapja Dobrovics Ernő volt. Egy húga (Zsuzsanna) és egy öccse van (Sándor), aki szintén kézilabdázott.
Idősebbik fia, Dobrovits Csaba nemzetközi kézilabda-játékvezető volt, aki számos hazai és nemzetközi mérkőzésen működött közre.
Kisebbik fia, Dobrovits Béla (https://www.keziszovetseg.hu/v2h/901/002/p_002.asp?p_szemely_kod=64180&p_kezilabda_szemely_menu_kod=1&p_kezilabda_szemely_betu=D&p_nev=DOBROVITS%20BELA%5B%5D)  fiatal éveiben a PEMÜ-ben kézilabdázott, azóta visszavonult.
3 unokája van, Renáta, Anita és Béla. Mindhármukat megfertőzte a sport világa; Renáta a TF-en szerzett diplomát, mellette röplabdázik, míg ifjabb Béla (https://www.keziszovetseg.hu/v2h/901/002/p_002.asp?p_szemely_kod=49680&p_kezilabda_szemely_menu_kod=1&p_kezilabda_szemely_betu=D&p_nev=DOBROVITS%20BELA%20PETER%5B%5D) viszi tovább a családi hagyományt és a kézilabdában jeleskedik.